# Grabplatte der Katharina von der Hoya

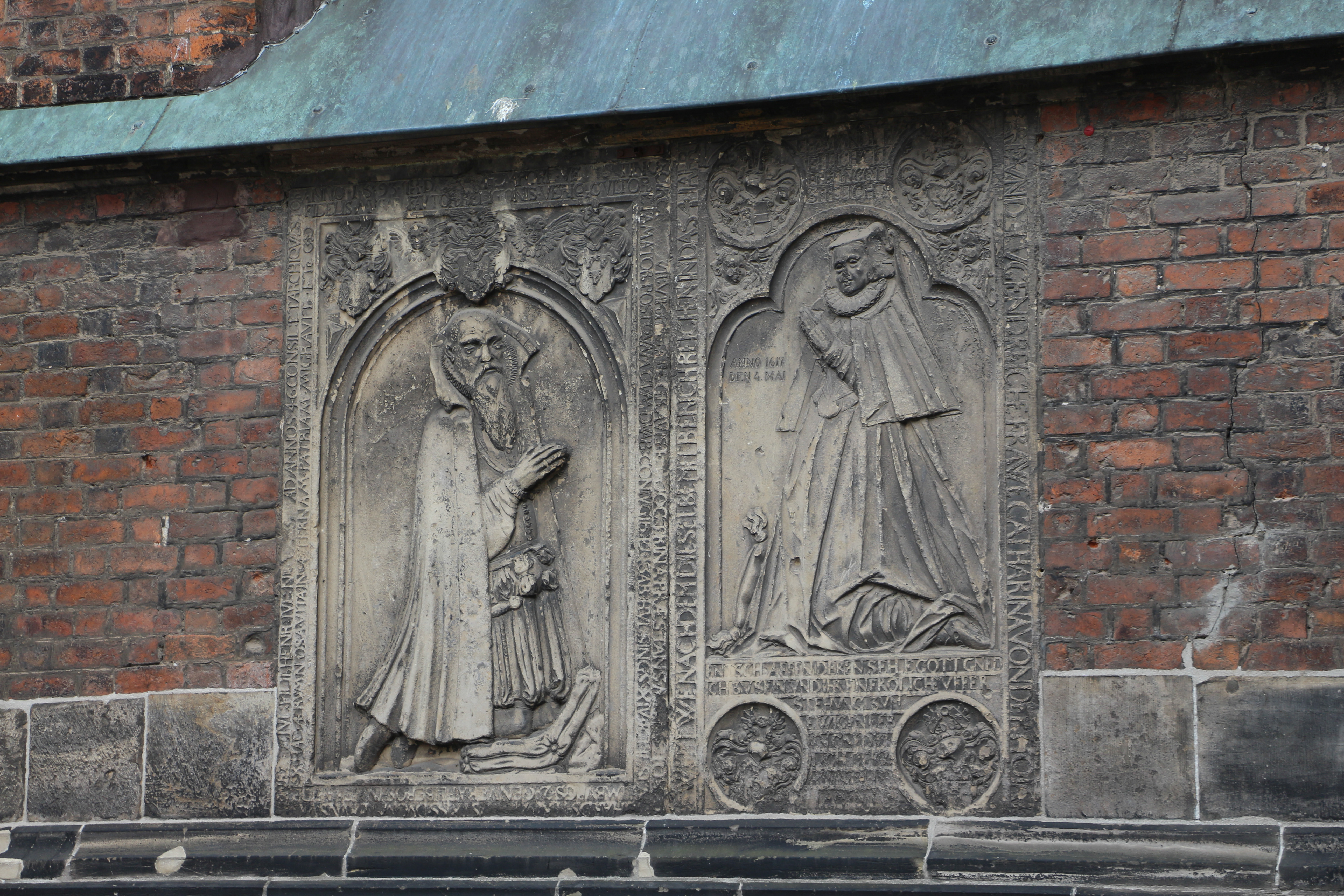
Die gekürzte ehemalige Grabplatte der Katharina von der Hoya (rechts); links daneben das Epitaph für Melchior Reichard († 1593)

Die Grabplatte der Katharina von der Hoya in Hannover ist ein  denkmalgeschütztes Wandmal im Stil der Renaissance. Das dem Bildhauer Jeremias Sutel zugeschriebene Kunstwerk des frühen 17. Jahrhunderts zeigt die adelige Katharina von der Hoya († 1617) und findet sich heute an der nördlichen Außenwand der Marktkirche St. Georgii et Jacobi in Hannover.

## Beschreibung der Grabplatte
Die ursprüngliche Grabplatte mit einer etwa lebensgroßen, in Sandstein gehauenen Darstellung der Verstorbenen hat heute die Maße von etwa 2,05 Meter Höhe und 1,15 Meter Breite. Die Platte war anfangs größer; später wurde von der umlaufenden Inschrift der obere und der untere Teil abgemeißelt, um den Stein als Epitaph in die Kirchenwand an seiner heutigen Stelle einzusetzen. Dabei fiel auch das Todesdatum weg, das dann aber links neben die Figur eingehauen wurde.
Katharina von der Hoya wird hier als auf Knien Betende mit zusammengefalteten Händen dargestellt und schaut, halb von vorn gesehen, nach links. Bekleidet ist sie am Kopf mit einer zeitgenössischen Haube und einem Mühlsteinkragen. Über ihren Schultern trägt sie ein umhangartiges, aufgeschlagenes, hüftlanges Mäntelchen ohne Arme. Unter ihrem weit gefalteten bodenlangen Rock, der unter einer Schnippentaille zusammenläuft, streckt die Dargestellte „ihren linken Fuß in auffallender Weise unter dem Rocksaume heraus“.
In den vier Ecken der Grabplatte wurden scheinbar lediglich die Wappen der Eltern und Großmütter der Verstorbenen angebracht, nicht aber diejenigen der beiden Ehemänner von der Hoyas. Die vier Medaillons mit Wappenreliefs sind laut Sabine Wehking von den Familien
- von der Hoya (gespaltenes Feld; eine Klaue rechts, ein Querbalken links)[4]
- Boberdes (ein Zweig mit drei Eicheln)[4]
- Lippe (eine fünfblättrige Rose)[4]
- von der Wipper (oben zwei Ringe, Balken mit Stern, unten ein Ring)[4]

## Vergleichbare Bildhauer-Arbeiten und deren Meister
Zur Identifizierung des Bildhauer-Meisters verglich der hannoversche Museumsdirektor Carl Schuchhardt Anfang des 20. Jahrhunderts einige Details der Grabplatte von der Hoyas mit anderen seinerzeit in der Region Hannover auffindbaren, in Teilen ähnlichen Stücken. So findet sich einerseits „die Haube mit dem aufgeschlagenen Rückenteil und die vollwangigen weichen Engelsköpfe“
1. auf dem Wandmal von 1622 des Pastors Johann Haller und dessen Ehefrau Anna Bokelmann an der Kirche St.-Vitus-Kirche in Wilkenburg;[3]
2. und an dem gegen 1630 geschaffenen[3] Standmal des Jobst Möller an der St. Petri-Kirche in Döhren.

Der aus dem Rock herausgestreckte Fuß findet sich ähnlich
1. am Standmal für den Schafmeister Gewert Maier († 1611) in Wilkenburg[3]
2. und am Bruchstück des Standmals einer Frau († 1617) an der Kirche in Döhren.[3]

Diese Werke „hängen durch vielfache Fäden mit bezeichneten“ von Jeremias Sutel zusammen.